# Coyoles Central
Coyoles Central är en ort i Honduras.   Den ligger i departementet Departamento de Yoro, i den centrala delen av landet, 160 km norr om huvudstaden Tegucigalpa. Coyoles Central ligger 199 meter över havet och antalet invånare är 1 144.
Terrängen runt Coyoles Central är varierad. Runt Coyoles Central är det ganska glesbefolkat, med 22 invånare per kvadratkilometer. Närmaste större samhälle är Olanchito, 13,4 km nordost om Coyoles Central. Omgivningarna runt Coyoles Central är en mosaik av jordbruksmark och naturlig växtlighet.